# Copa Mustang 2008
La Copa Mustang 2008 fu la sessantunesima edizione del torneo. Fu strutturato in due fasi distinte, Apertura (Copa Mustang I) e Finalización (Copa Mustang II), vinte rispettivamente dal Boyacá Chicó e dall'América de Cali.

## Torneo Apertura

### Prima fase

#### Classifica
| Pos | Squadra                | Pt | PG | PV | PN | PP | GF | GS | Dif |
| --- | ---------------------- | -- | -- | -- | -- | -- | -- | -- | --- |
| 1.  | La Equidad             | 35 | 18 | 10 | 5  | 3  | 25 | 13 | +12 |
| 2.  | Boyacá Chicó           | 32 | 18 | 9  | 5  | 4  | 30 | 19 | +11 |
| 3.  | Santa Fe               | 31 | 18 | 9  | 4  | 5  | 25 | 18 | +7  |
| 4.  | Independiente Medellín | 29 | 18 | 8  | 5  | 5  | 26 | 14 | +12 |
| 5.  | Envigado               | 28 | 18 | 8  | 4  | 6  | 20 | 20 | 0   |
| 6.  | Deportivo Cali         | 27 | 18 | 7  | 6  | 5  | 19 | 21 | -2  |
| 7.  | América de Cali        | 26 | 18 | 8  | 2  | 8  | 34 | 28 | +6  |
| 8.  | Quindío                | 25 | 18 | 6  | 7  | 5  | 25 | 22 | +3  |
| 9.  | Cúcuta Deportivo       | 25 | 18 | 7  | 4  | 7  | 20 | 17 | +3  |
| 10. | Atlético Bucaramanga   | 25 | 18 | 8  | 1  | 9  | 20 | 24 | -4  |
| 11. | Millonarios            | 24 | 18 | 6  | 6  | 6  | 23 | 23 | 0   |
| 12. | Junior                 | 24 | 18 | 7  | 3  | 8  | 21 | 23 | -2  |
| 13. | Atlético Huila         | 23 | 18 | 5  | 8  | 5  | 25 | 25 | 0   |
| 14. | Atlético Nacional      | 22 | 18 | 7  | 1  | 10 | 16 | 19 | -3  |
| 15. | Once Caldas            | 19 | 18 | 5  | 4  | 9  | 20 | 28 | -8  |
| 16. | Deportivo Pasto        | 19 | 18 | 5  | 4  | 9  | 15 | 24 | -9  |
| 17. | Deportivo Pereira      | 19 | 18 | 5  | 4  | 9  | 21 | 33 | -12 |
| 18. | Deportes Tolima        | 15 | 18 | 4  | 3  | 11 | 21 | 35 | -14 |

 Pt=Punti; PG=Partite giocate; PV=Partite vinte; PN=Partite pareggiate (nulle); PP=Partite perse; GF=Gol fatti; Gs=Gol subiti; DIF=Differenza reti
|  | Classificato per i quadrangolari di semifinale. |
|  | Eliminato.                                      |

#### Risultati
| Giornata 1 - 1 / 3 febbraio 2008 | Giornata 1 - 1 / 3 febbraio 2008 | Giornata 1 - 1 / 3 febbraio 2008 | Giornata 1 - 1 / 3 febbraio 2008 |
| Giornata                         | Squadra di casa                  | Risultato                        | Squadra ospite                   |
| -------------------------------- | -------------------------------- | -------------------------------- | -------------------------------- |
| 1º febbraio                      | Quindío                          | 1 - 1                            | La Equidad                       |
| 2 febbraio                       | Millonarios                      | 1 - 2                            | Medellín                         |
| 2 febbraio                       | Atlético Nacional                | 0 - 1                            | Santa Fe                         |
| 3 febbraio                       | América de Cali                  | 1 - 1                            | Huila                            |
| 3 febbraio                       | Pereira                          | 0 - 2                            | Envigado                         |
| 3 febbraio                       | Cúcuta                           | 0 - 1                            | Bucaramanga                      |
| 3 febbraio                       | Junior                           | 2 - 1                            | Once Caldas                      |
| 3 febbraio                       | Pasto                            | 0 - 1                            | Boyacá Chicó                     |
| 3 febbraio                       | Tolima                           | 2 - 0                            | Deportivo Cali                   |

| Giornata 2 - 8 / 10 febbraio 2008 | Giornata 2 - 8 / 10 febbraio 2008 | Giornata 2 - 8 / 10 febbraio 2008 | Giornata 2 - 8 / 10 febbraio 2008 |
| Giornata                          | Squadra di casa                   | Risultato                         | Squadra ospite                    |
| --------------------------------- | --------------------------------- | --------------------------------- | --------------------------------- |
| 8 febbraio                        | Deportivo Cali                    | 0 - 0                             | Millonarios                       |
| 9 febbraio                        | Envigado                          | 2 - 1                             | Cúcuta                            |
| 9 febbraio                        | Santa Fe                          | 2 - 1                             | América de Cali                   |
| 9 febbraio                        | Medellín                          | 2 - 0                             | Pereira                           |
| 10 febbraio                       | Boyacá Chicó                      | 1 - 1                             | Quíndio                           |
| 10 febbraio                       | Huila                             | 0 - 0                             | Pasto                             |
| 10 febbraio                       | Bucaramanga                       | 1 - 0                             | Junior                            |
| 10 febbraio                       | La Equidad                        | 2 - 0                             | Tolima                            |
| 10 febbraio                       | Once Caldas                       | 1 - 0                             | Atlético Nacional                 |

| Giornata 3 - 15 / 17 febbraio 2008 | Giornata 3 - 15 / 17 febbraio 2008 | Giornata 3 - 15 / 17 febbraio 2008 | Giornata 3 - 15 / 17 febbraio 2008 |
| Giornata                           | Squadra di casa                    | Risultato                          | Squadra ospite                     |
| ---------------------------------- | ---------------------------------- | ---------------------------------- | ---------------------------------- |
| 15 febbraio                        | Atlético Nacional                  | 3 - 0                              | Bucaramanga                        |
| 16 febbraio                        | América de Cali                    | 3 - 1                              | Once Caldas                        |
| 16 febbraio                        | Junior                             | 2 - 2                              | Envigado                           |
| 17 febbraio                        | Pasto                              | 1 - 2                              | Santa Fe                           |
| 17 febbraio                        | Tolima                             | 0 - 1                              | Quindío                            |
| 17 febbraio                        | Pereira                            | 1 - 3                              | Deportivo Cali                     |
| 17 febbraio                        | Cúcuta                             | 0 - 1                              | Medellín                           |
| 17 febbraio                        | Boyacá Chicó                       | 2 - 0                              | Huila                              |
| 17 febbraio                        | Millonarios                        | 2 - 1                              | La Equidad                         |

| Giornata 4 - 20 / 21 febbraio 2008 | Giornata 4 - 20 / 21 febbraio 2008 | Giornata 4 - 20 / 21 febbraio 2008 | Giornata 4 - 20 / 21 febbraio 2008 |
| Giornata                           | Squadra di casa                    | Risultato                          | Squadra ospite                     |
| ---------------------------------- | ---------------------------------- | ---------------------------------- | ---------------------------------- |
| 20 febbraio                        | Quindío                            | 1 - 1                              | Huila                              |
| 20 febbraio                        | Santa Fe                           | 2 - 2                              | Boyacá Chicó                       |
| 20 febbraio                        | Once Caldas                        | 3 - 1                              | Pasto                              |
| 20 febbraio                        | Bucaramanga                        | 3 - 0                              | América de Cali                    |
| 20 febbraio                        | Tolima                             | 1 - 1                              | Millonarios                        |
| 20 febbraio                        | Medellín                           | 2 - 0                              | Junior                             |
| 20 febbraio                        | Deportivo Cali                     | 0 - 1                              | Cúcuta                             |
| 20 febbraio                        | La Equidad                         | 2 - 3                              | Pereira                            |
| 21 febbraio                        | Envigado                           | 1 - 0                              | Atlético Nacional                  |

| Giornata 5 - 23 / 24 febbraio 2008 | Giornata 5 - 23 / 24 febbraio 2008 | Giornata 5 - 23 / 24 febbraio 2008 | Giornata 5 - 23 / 24 febbraio 2008 |
| Giornata                           | Squadra di casa                    | Risultato                          | Squadra ospite                     |
| ---------------------------------- | ---------------------------------- | ---------------------------------- | ---------------------------------- |
| 23 febbraio                        | América de Cali                    | 3 - 0                              | Envigado                           |
| 23 febbraio                        | Atlético Nacional                  | 1 - 0                              | Medellín                           |
| 24 febbraio                        | Junior                             | 1 - 2                              | Deportivo Cali                     |
| 24 febbraio                        | Millonarios                        | 1 - 1                              | Quíndio                            |
| 24 febbraio                        | Pereira                            | 0 - 0                              | Tolima                             |
| 24 febbraio                        | Cúcuta                             | 0 - 1                              | La Equidad                         |
| 24 febbraio                        | Pasto                              | 1 - 0                              | Bucaramanga                        |
| 24 febbraio                        | Boyacá Chicó                       | 1 - 0                              | Once Caldas                        |
| 24 febbraio                        | Huila                              | 2 - 3                              | Santa Fe                           |

| Giornata 6 - 29 febbraio / 2 marzo 2008 | Giornata 6 - 29 febbraio / 2 marzo 2008 | Giornata 6 - 29 febbraio / 2 marzo 2008 | Giornata 6 - 29 febbraio / 2 marzo 2008 |
| Giornata                                | Squadra di casa                         | Risultato                               | Squadra ospite                          |
| --------------------------------------- | --------------------------------------- | --------------------------------------- | --------------------------------------- |
| 29 febbraio                             | Medellín                                | 1 - 3                                   | América de Cali                         |
| 1º marzo                                | Deportivo Cali                          | 2 - 1                                   | Atlético Nacional                       |
| 1º marzo                                | Bucaramanga                             | 1 - 0                                   | Boyacá Chicó                            |
| 2 marzo                                 | Envigado                                | 0 - 1                                   | Pasto                                   |
| 2 marzo                                 | Once Caldas                             | 1 - 1                                   | Huila                                   |
| 2 marzo                                 | Millonarios                             | 3 - 0                                   | Pereira                                 |
| 2 marzo                                 | La Equidad                              | 2 - 0                                   | Junior                                  |
| 2 marzo                                 | Tolima                                  | 0 - 0                                   | Cúcuta                                  |
| 2 marzo                                 | Quindío                                 | 2 - 1                                   | Santa Fe                                |

| Giornata 7 - 7 / 9 marzo 2008 | Giornata 7 - 7 / 9 marzo 2008 | Giornata 7 - 7 / 9 marzo 2008 | Giornata 7 - 7 / 9 marzo 2008 |
| Giornata                      | Squadra di casa               | Risultato                     | Squadra ospite                |
| ----------------------------- | ----------------------------- | ----------------------------- | ----------------------------- |
| 7 marzo                       | Santa Fe                      | 0 - 1                         | Once Caldas                   |
| 8 marzo                       | Cúcuta                        | 2 - 1                         | Millonarios                   |
| 8 marzo                       | América de Cali               | 0 - 1                         | Deportivo Cali                |
| 9 marzo                       | Pasto                         | 1 - 1                         | Medellín                      |
| 9 marzo                       | Atlético Nacional             | 0 - 1                         | La Equidad                    |
| 9 marzo                       | Pereira                       | 2 - 0                         | Quíndio                       |
| 9 marzo                       | Junior                        | 1 - 3                         | Tolima                        |
| 9 marzo                       | Huila                         | 4 - 2                         | Bucaramanga                   |
| 9 marzo                       | Boyacá Chicó                  | 1 - 1                         | Envigado                      |

| Giornata 8 - 15 / 16 marzo 2008 | Giornata 8 - 15 / 16 marzo 2008 | Giornata 8 - 15 / 16 marzo 2008 | Giornata 8 - 15 / 16 marzo 2008 |
| Giornata                        | Squadra di casa                 | Risultato                       | Squadra ospite                  |
| ------------------------------- | ------------------------------- | ------------------------------- | ------------------------------- |
| 14 marzo                        | Deportivo Cali                  | 1 - 1                           | Pasto                           |
| 15 marzo                        | Tolima                          | 1 - 2                           | Atlético Nacional               |
| 15 marzo                        | Medellín                        | 0 - 0                           | Boyacá Chicó                    |
| 16 marzo                        | La Equidad                      | 4 - 0                           | América de Cali                 |
| 16 marzo                        | Quíndio                         | 1 - 2                           | Once Caldas                     |
| 16 marzo                        | Envigado                        | 1 - 1                           | Huila                           |
| 16 marzo                        | Millonarios                     | 3 - 1                           | Junior                          |
| 16 marzo                        | Pereira                         | 0 - 2                           | Cúcuta                          |
| 16 marzo                        | Bucaramanga                     | 1 - 2                           | Santa Fe                        |

| Giornata 9 - 22 / 23 marzo 2008 | Giornata 9 - 22 / 23 marzo 2008 | Giornata 9 - 22 / 23 marzo 2008 | Giornata 9 - 22 / 23 marzo 2008 |
| Giornata                        | Squadra di casa                 | Risultato                       | Squadra ospite                  |
| ------------------------------- | ------------------------------- | ------------------------------- | ------------------------------- |
| 22 marzo                        | Quindío                         | 4 - 1                           | Boyacá Chicó                    |
| 22 marzo                        | Santa Fé                        | 1 - 1                           | Millonarios                     |
| 22 marzo                        | Deportivo Cali                  | 0 - 4                           | América de Cali                 |
| 23 marzo                        | Bucaramanga                     | 1 - 1                           | Cúcuta                          |
| 23 marzo                        | Pereira                         | 1 - 1                           | Once Caldas                     |
| 23 marzo                        | Huila                           | 3 - 2                           | Tolima                          |
| 23 marzo                        | Envigado                        | 1 - 0                           | Junior                          |
| 23 marzo                        | La Equidad                      | 1 - 1                           | Pasto                           |
| 23 marzo                        | Medellin                        | 2 - 0                           | Atlético Nacional               |

| Giornata 10 - 29 / 30 marzo 2008 | Giornata 10 - 29 / 30 marzo 2008 | Giornata 10 - 29 / 30 marzo 2008 | Giornata 10 - 29 / 30 marzo 2008 |
| Giornata                         | Squadra di casa                  | Risultato                        | Squadra ospite                   |
| -------------------------------- | -------------------------------- | -------------------------------- | -------------------------------- |
| 29 marzo                         | Huila                            | 1 - 1                            | Medellín                         |
| 29 marzo                         | Atlético Nacional                | 1 - 1                            | Millonarios                      |
| 29 marzo                         | Santa Fe                         | 3 - 0                            | Envigado                         |
| 30 marzo                         | Once Caldas                      | 2 - 0                            | Bucaramanga                      |
| 30 marzo                         | Cúcuta                           | 4 - 3                            | Quindío                          |
| 30 marzo                         | Junior                           | 1 - 0                            | Pereira                          |
| 30 marzo                         | América de Cali                  | 3 - 1                            | Tolima                           |
| 30 marzo                         | Pasto                            | 1 - 2                            | La Equidad                       |
| 30 marzo                         | Boyacá Chicó                     | 0 - 0                            | Deportivo Cali                   |

| Giornata 11 - 2 / 3 aprile 2008 | Giornata 11 - 2 / 3 aprile 2008 | Giornata 11 - 2 / 3 aprile 2008 | Giornata 11 - 2 / 3 aprile 2008 |
| Giornata                        | Squadra di casa                 | Risultato                       | Squadra ospite                  |
| ------------------------------- | ------------------------------- | ------------------------------- | ------------------------------- |
| 2 aprile                        | Equidad                         | 2 - 1                           | Boyacá Chicó                    |
| 2 aprile                        | Medellín                        | 2 - 0                           | Santa Fé                        |
| 2 aprile                        | Envigado                        | 2 - 0                           | Once Caldas                     |
| 2 aprile                        | Millonarios                     | 3 - 1                           | América de Cali                 |
| 3 aprile                        | Quindío                         | 2 - 0                           | Bucaramanga                     |
| 3 aprile                        | Deportivo Cali                  | 2 - 1                           | Huila                           |
| 3 aprile                        | Tolima                          | 1 - 2                           | Pasto                           |
| 3 aprile                        | Pereira                         | 1 - 0                           | Atlético Nacional               |
| 3 aprile                        | Cúcuta                          | 0 - 0                           | Junior                          |

| Giornata 12 - 5 / 6 aprile 2008 | Giornata 12 - 5 / 6 aprile 2008 | Giornata 12 - 5 / 6 aprile 2008 | Giornata 12 - 5 / 6 aprile 2008 |
| Giornata                        | Squadra di casa                 | Risultato                       | Squadra ospite                  |
| ------------------------------- | ------------------------------- | ------------------------------- | ------------------------------- |
| 5 aprile                        | Huila                           | 1 - 0                           | La Equidad                      |
| 5 aprile                        | Santa Fe                        | 2 - 0                           | Deportivo Cali                  |
| 5 aprile                        | Boyacá Chicó                    | 7 - 2                           | Tolima                          |
| 6 aprile                        | Atlético Nacional               | 3 - 1                           | Cúcuta                          |
| 6 aprile                        | Junior                          | 2 - 2                           | Quindío                         |
| 6 aprile                        | América de Cali                 | 4 - 1                           | Pereira                         |
| 6 aprile                        | Pasto                           | 2 - 0                           | Millonarios                     |
| 6 aprile                        | Bucaramanga                     | 2 - 1                           | Envigado                        |
| 6 aprile                        | Once Caldas                     | 1 - 1                           | Medellín                        |

| Giornata 13 - 12 / 13 aprile 2008 | Giornata 13 - 12 / 13 aprile 2008 | Giornata 13 - 12 / 13 aprile 2008 | Giornata 13 - 12 / 13 aprile 2008 |
| Giornata                          | Squadra di casa                   | Risultato                         | Squadra ospite                    |
| --------------------------------- | --------------------------------- | --------------------------------- | --------------------------------- |
| 12 aprile                         | Santa Fe                          | 0 - 0                             | La Equidad                        |
| 12 aprile                         | Deportivo Cali                    | 3 - 0                             | Once Caldas                       |
| 12 aprile                         | Quindío                           | 2 - 2                             | Envigado                          |
| 12 aprile                         | Cúcuta                            | 1 - 1                             | América de Cali                   |
| 13 aprile                         | Medellín                          | 5 - 0                             | Bucaramanga                       |
| 13 aprile                         | Tolima                            | 2 - 1                             | Huila                             |
| 13 aprile                         | Pereira                           | 5 - 2                             | Pasto                             |
| 13 aprile                         | Millonarios                       | 0 - 4                             | Boyacá Chicó                      |
| 13 aprile                         | Junior                            | 3 - 0                             | Atlético Nacional                 |

| Giornata 14 - 18 / 20 aprile 2008 | Giornata 14 - 18 / 20 aprile 2008 | Giornata 14 - 18 / 20 aprile 2008 | Giornata 14 - 18 / 20 aprile 2008 |
| Giornata                          | Squadra di casa                   | Risultato                         | Squadra ospite                    |
| --------------------------------- | --------------------------------- | --------------------------------- | --------------------------------- |
| 18 aprile                         | Envigado                          | 1 - 0                             | Medellín                          |
| 19 aprile                         | América de Cali                   | 1 - 2                             | Junior                            |
| 19 aprile                         | Atlético Nacional                 | 1 - 0                             | Quindío                           |
| 20 aprile                         | Huila                             | 3 - 3                             | Millonarios                       |
| 20 aprile                         | Pasto                             | 1 - 0                             | Cúcuta                            |
| 20 aprile                         | Boyacá Chicó                      | 3 - 0                             | Pereira                           |
| 20 aprile                         | Santa Fe                          | 2 - 0                             | Tolima                            |
| 20 aprile                         | Bucaramanga                       | 4 - 1                             | Deportivo Cali                    |
| 20 aprile                         | Once Caldas                       | 1 - 1                             | La Equidad                        |

| Giornata 15 - 25 / 27 aprile 2008 | Giornata 15 - 25 / 27 aprile 2008 | Giornata 15 - 25 / 27 aprile 2008 | Giornata 15 - 25 / 27 aprile 2008 |
| Giornata                          | Squadra di casa                   | Risultato                         | Squadra ospite                    |
| --------------------------------- | --------------------------------- | --------------------------------- | --------------------------------- |
| 25 aprile                         | Quindio                           | 1 - 0                             | Medellín                          |
| 26 aprile                         | Millonarios                       | 0 - 2                             | Santa Fe                          |
| 26 aprile                         | Cúcuta                            | 3 - 0                             | Boyacá Chico                      |
| 27 aprile                         | Atlético Nacional                 | 3 - 2                             | America de Cali                   |
| 27 aprile                         | La Equidad                        | 1 - 0                             | Bucaramanga                       |
| 27 aprile                         | Tolima                            | 4 - 3                             | Once Caldas                       |
| 27 aprile                         | Pereira                           | 3 - 3                             | Huila                             |
| 27 aprile                         | Junior                            | 2 - 0                             | Pasto                             |
| 27 aprile                         | Deportivo Cali                    | 2 - 1                             | Envigado                          |

| Giornata 16 - 3 / 4 maggio 2008 | Giornata 16 - 3 / 4 maggio 2008 | Giornata 16 - 3 / 4 maggio 2008 | Giornata 16 - 3 / 4 maggio 2008 |
| Giornata                        | Squadra di casa                 | Risultato                       | Squadra ospite                  |
| ------------------------------- | ------------------------------- | ------------------------------- | ------------------------------- |
| 3 maggio                        | América de Cali                 | 3 - 1                           | Quindío                         |
| 3 maggio                        | Pasto                           | 0 - 1                           | Atlético Nacional               |
| 3 maggio                        | Boyacá Chicó                    | 2 - 1                           | Junior                          |
| 4 maggio                        | Huila                           | 1 - 0                           | Cúcuta                          |
| 4 maggio                        | Santa Fe                        | 1 - 1                           | Pereira                         |
| 4 maggio                        | Bucaramanga                     | 1 - 0                           | Tolima                          |
| 4 maggio                        | Envigado                        | 0 - 1                           | La Equidad                      |
| 4 maggio                        | Medellín                        | 1 - 1                           | Deportivo Cali                  |
| 4 maggio                        | Once Caldas                     | 0 - 2                           | Millonarios                     |

| Giornata 17 - 10 maggio 2008 | Giornata 17 - 10 maggio 2008 | Giornata 17 - 10 maggio 2008 | Giornata 17 - 10 maggio 2008 |
| Giornata                     | Squadra di casa              | Risultato                    | Squadra ospite               |
| ---------------------------- | ---------------------------- | ---------------------------- | ---------------------------- |
| 10 maggio                    | Quindío                      | 0 - 0                        | Deportivo Cali               |
| 10 maggio                    | La Equidad                   | 2 - 1                        | Medellín                     |
| 10 maggio                    | América de Cali              | 2 - 0                        | Pasto                        |
| 10 maggio                    | Millonarios                  | 1 - 0                        | Bucaramanga                  |
| 10 maggio                    | Pereira                      | 3 - 1                        | Once Caldas                  |
| 10 maggio                    | Cúcuta                       | 2 - 0                        | Santa Fe                     |
| 10 maggio                    | Junior                       | 1 - 0                        | Huila                        |
| 10 maggio                    | Atlético Nacional            | 0 - 1                        | Boyacá Chicó                 |
| 10 maggio                    | Tolima                       | 1 - 2                        | Envigado                     |

| Giornata 18 - 18 maggio 2008 | Giornata 18 - 18 maggio 2008 | Giornata 18 - 18 maggio 2008 | Giornata 18 - 18 maggio 2008 |
| Giornata                     | Squadra di casa              | Risultato                    | Squadra ospite               |
| ---------------------------- | ---------------------------- | ---------------------------- | ---------------------------- |
| 18 maggio                    | Pasto                        | 0 - 2                        | Quindío                      |
| 18 maggio                    | Boyacá Chicó                 | 3 - 2                        | América de Cali              |
| 18 maggio                    | Huila                        | 1 - 0                        | Atlético Nacional            |
| 18 maggio                    | Santa Fe                     | 1 - 2                        | Junior                       |
| 18 maggio                    | Once Caldas                  | 1 - 2                        | Cúcuta                       |
| 18 maggio                    | Envigado                     | 1 - 0                        | Millonarios                  |
| 18 maggio                    | Bucaramanga                  | 3 - 0                        | Pereira                      |
| 18 maggio                    | Medellín                     | 4 - 1                        | Tolima                       |
| 18 maggio                    | Deportivo Cali               | 1 - 1                        | La Equidad                   |

### Quadrangolari di semifinale
La seconda fase del Torneo Apertura 2008 è composta da due quadrangolari di semifinale. Vengono ammesse le otto migliori squadre del torneo distribuite in due gruppi da quattro, nel gruppo A sono inserite le squadre che hanno raggiunto una posizione dispari alla fine della prima fase, nel gruppo B quelle con una posizione pari. Le vincitrici di ciascun gruppo vengono ammesse alla doppia finale valevole per il titolo di campione nazionale.

#### Gruppo A
| R   | Pos | Squadra         | Pt | PG | PV | PN | PP | GF | GS | Dif |
| --- | --- | --------------- | -- | -- | -- | -- | -- | -- | -- | --- |
| (7) | 1.  | América de Cali | 13 | 6  | 4  | 1  | 1  | 11 | 4  | +7  |
| (5) | 2.  | Envigado        | 8  | 6  | 2  | 2  | 2  | 10 | 11 | -1  |
| (3) | 3.  | Santa Fe        | 7  | 6  | 2  | 1  | 3  | 6  | 8  | -2  |
| (1) | 4.  | La Equidad      | 5  | 6  | 1  | 2  | 3  | 6  | 10 | -4  |

| Giornata 1 - 21 maggio 2008 | Giornata 1 - 21 maggio 2008 | Giornata 1 - 21 maggio 2008 |
| Squadra di casa             | Risultato                   | Squadra ospite              |
| --------------------------- | --------------------------- | --------------------------- |
| La Equidad                  | 0 - 2                       | América de Cali             |
| Envigado                    | 2 - 0                       | Santa Fe                    |

| Giornata 2 - 24 / 25 maggio 2008 | Giornata 2 - 24 / 25 maggio 2008 | Giornata 2 - 24 / 25 maggio 2008 |
| Squadra di casa                  | Risultato                        | Squadra ospite                   |
| -------------------------------- | -------------------------------- | -------------------------------- |
| América de Cali                  | 2 - 0                            | Envigado                         |
| Santa Fe                         | 0 - 1                            | La Equidad                       |

| Giornata 3 - 8 giugno 2008 | Giornata 3 - 8 giugno 2008 | Giornata 3 - 8 giugno 2008 |
| Squadra di casa            | Risultato                  | Squadra ospite             |
| -------------------------- | -------------------------- | -------------------------- |
| América de Cali            | 3 - 0                      | Santa Fe                   |
| La Equidad                 | 2 - 2                      | Envigado                   |

| Giornata 4 - 22 giugno 2008 | Giornata 4 - 22 giugno 2008 | Giornata 4 - 22 giugno 2008 |
| Squadra di casa             | Risultato                   | Squadra ospite              |
| --------------------------- | --------------------------- | --------------------------- |
| Envigado                    | 1 - 0                       | La Equidad                  |
| Santa Fe                    | 2 - 0                       | América de Cali             |

| Giornata 5 - 25 giugno 2008 | Giornata 5 - 25 giugno 2008 | Giornata 5 - 25 giugno 2008 |
| Squadra di casa             | Risultato                   | Squadra ospite              |
| --------------------------- | --------------------------- | --------------------------- |
| Envigado                    | 1 - 3                       | América de Cali             |
| La Equidad                  | 0 - 2                       | Santa Fe                    |

| Giornata 6 - 28 giugno 2008 | Giornata 6 - 28 giugno 2008 | Giornata 6 - 28 giugno 2008 |
| Squadra di casa             | Risultato                   | Squadra ospite              |
| --------------------------- | --------------------------- | --------------------------- |
| América de Cali             | 1 - 1                       | La Equidad                  |
| Santa Fe                    | 2 - 2                       | Envigado                    |

#### Gruppo B
| R   | Pos | Squadra                | Pt | PG | PV | PN | PP | GF | GS | Dif |
| --- | --- | ---------------------- | -- | -- | -- | -- | -- | -- | -- | --- |
| (2) | 1.  | Boyacá Chicó           | 10 | 6  | 2  | 4  | 0  | 9  | 7  | +2  |
| (4) | 2.  | Independiente Medellín | 9  | 6  | 2  | 3  | 1  | 10 | 4  | +6  |
| (8) | 3.  | Quindío                | 6  | 6  | 1  | 3  | 2  | 5  | 6  | -1  |
| (6) | 4.  | Deportivo Cali         | 5  | 6  | 1  | 2  | 3  | 6  | 13 | -7  |

| Giornata 1 - 21 maggio 2008 | Giornata 1 - 21 maggio 2008 | Giornata 1 - 21 maggio 2008 |
| Squadra di casa             | Risultato                   | Squadra ospite              |
| --------------------------- | --------------------------- | --------------------------- |
| Quindío                     | 0 - 0                       | Medellín                    |
| Deportivo Cali              | 2 - 2                       | Boyacá Chicó                |

| Giornata 2 - 24 / 25 maggio 2008 | Giornata 2 - 24 / 25 maggio 2008 | Giornata 2 - 24 / 25 maggio 2008 |
| Squadra di casa                  | Risultato                        | Squadra ospite                   |
| -------------------------------- | -------------------------------- | -------------------------------- |
| Medellín                         | 5 - 0                            | Deportivo Cali                   |
| Boyacá Chicó                     | 2 - 1                            | Quindío                          |

| Giornata 3 - 8 giugno 2008 | Giornata 3 - 8 giugno 2008 | Giornata 3 - 8 giugno 2008 |
| Squadra di casa            | Risultato                  | Squadra ospite             |
| -------------------------- | -------------------------- | -------------------------- |
| Medellín                   | 1 - 1                      | Boyacá Chicó               |
| Quindío                    | 1 - 1                      | Deportivo Cali             |

| Giornata 4 - 22 giugno 2008 | Giornata 4 - 22 giugno 2008 | Giornata 4 - 22 giugno 2008 |
| Squadra di casa             | Risultato                   | Squadra ospite              |
| --------------------------- | --------------------------- | --------------------------- |
| Deportivo Cali              | 0 - 2                       | Quindío                     |
| Boyacá Chicó                | 1 - 1                       | Medellín                    |

| Giornata 5 - 25 giugno 2008 | Giornata 5 - 25 giugno 2008 | Giornata 5 - 25 giugno 2008 |
| Squadra di casa             | Risultato                   | Squadra ospite              |
| --------------------------- | --------------------------- | --------------------------- |
| Deportivo Cali              | 2 - 1                       | Medellín                    |
| Quindío                     | 1 - 1                       | Boyacá Chicó                |

| Giornata 6 - 29 giugno 2008 | Giornata 6 - 29 giugno 2008 | Giornata 6 - 29 giugno 2008 |
| Squadra di casa             | Risultato                   | Squadra ospite              |
| --------------------------- | --------------------------- | --------------------------- |
| Boyacá Chicó                | 2 - 1                       | Deportivo Cali              |
| Medellín                    | 2 - 0                       | Quindío                     |

### Finale
| Giornata                           | Città            | Squadra di casa | Risultato | Squadra ospite  |
| ---------------------------------- | ---------------- | --------------- | --------- | --------------- |
| 2 luglio                           | Santiago de Cali | América de Cali | 1 - 1     | Boyacá Chicó    |
| 6 luglio                           | Tunja            | Boyacá Chicó    | 1 - 1     | América de Cali |
| Boyacá Chicó vince ai rigori (4-2) |                  |                 |           |                 |

| Colombia                           |
| Campione Boyacá Chicó Primo titolo |

### Classifica marcatori
| Giocatore       | Squadra          | Gol |
| --------------- | ---------------- | --- |
| Miguel Caneo    | Boyacá Chicó     | 13  |
| Iván Velásquez  | Deportes Quindío | 13  |
| Luis Tejada     | América de Cali  | 12  |
| Léider Preciado | Ind. Santa Fe    | 10  |
| Carlos Rentería | Atlético Huila   | 10  |
| Giovanni Moreno | Envigado         | 10  |

### Statistiche

#### Statistiche del torneo
Queste statistiche sono calcolate esclusivamente sulla prima fase del torneo.
| Statistica             | Totale |
| ---------------------- | ------ |
| Gare Giocate           | 162    |
| Giornate Disputate     | 18     |
| Gol                    | 406    |
| Media Gol per partita  | 2.51   |
| Media Gol per giornata | 22.56  |
| Vittorie Casalinghe    | 86     |
| Vittorie in Trasferta  | 38     |
| Pareggi                | 38     |

#### Squadre / Giocatori
- Prima marcatura della stagione: Roberto Polo per La Equidad contro Deportes Quindío
- Vittoria con il margine più ampio: 5 gol
  - Boyacá Chicó 7–2 Deportes Tolima
  - Deportivo Independiente Medellín 5–0 Atlético Bucaramanga
  - Deportivo Independiente Medellín 5–0 Deportivo Cali
- Maggior numero di reti in una partita: 9 gol
  - Boyacá Chicó 7-2 Deportes Tolima
- Prima tripletta della stagione: Ivan Velasquez per il Deportes Quindío contro il Boyacá Chicó
- Prima autorete della stagione: Alexis Henríquez per l'America de Cali contro l'Once Caldas
- Maggior numero di reti segnate da un giocatore in una singola gara: 3 gol
  - Carlos Rentería per l'Atlético Huila contro il Deportes Tolima
  - Ivan Velasquez per il Deportes Quindío contro il Boyacá Chicó
  - Ricardo Ciciliano per i Millonarios contro l'America de Cali
  - Carlos Villagra per l'Atlético Nacional contro il Cúcuta Deportivo Fútbol Club
  - Johan Fano per l'Once Caldas contro il Deportes Tolima
  - Miguel Caneo per il Boyacá Chicó contro l'America de Cali
- Maggior numero di reti realizzate da una squadra in una partita: 7 gol
  - Boyacá Chicó 7–2 Deportes Tolima
- Maggior numero di reti realizzate da una squadra perdente: 3 gol
  - Cúcuta Deportivo Fútbol Club 4–3 Deportes Quindío
  - Deportes Tolima 4–3 Once Caldas
- Maggior numero di reti realizzate da una squadra in trasferta: 4 gol
  - Deportivo Cali 0-4 America de Cali
  - Millonarios 0-4 Boyacá Chicó

#### Vittorie / Sconfitte
- Squadra con il maggior numero di vittorie: 10
  - La Equidad
- Squadra con il maggior numero di sconfitte: 11
  - Deportes Tolima
- Squadra con il maggior numero di pareggi: 8
  - Atlético Huila
- Squadra con il minor numero di vittorie: 4
  - Deportes Tolima
- Squadra con il minor numero di sconfitte: 3
  - La Equidad
- Squadra con il minor numero di pareggi: 1
  - Atlético Nacional
  - Atlético Bucaramanga

#### Attacco / Difesa
- Miglior Attacco: 34 reti segnate
  - America de Cali
- Peggior Difesa: 35 reti subite
  - Deportes Tolima
- Squadra con la migliore media gol: 1.89 reti a partita
  - America de Cali
- Peggior Attacco: 15 reti segnate
  - Deportivo Pasto
- Miglior Difesa: 13 reti subite
  - La Equidad
- Squadra con la peggior media gol: 0.83 reti a partita
  - Deportivo Pasto

#### Serie positive / negative
- Maggior numero di vittorie consecutive: 4 gare
  - Deportivo Independiente Medellín
  - La Equidad
- Maggior numero di sconfitte consecutive: 6 gare
  - Atletico Junior
- Maggiore serie senza sconfitte: 7 gare
  - Deportivo Independiente Medellín
  - La Equidad
- Maggiore serie senza vittorie: 8 gare
  - Atletico Junior
  - Once Caldas
- Maggiore serie senza subire reti: 4 gare
  - La Equidad
  - Independiente Santa Fe

## Torneo Finalización

### Prima fase

#### Classifica
| Pos | Squadra                | Pt | PG | PV | PN | PP | GF | GS | Dif |
| --- | ---------------------- | -- | -- | -- | -- | -- | -- | -- | --- |
| 1.  | Deportes Tolima        | 33 | 18 | 10 | 3  | 5  | 22 | 16 | +6  |
| 2.  | Junior                 | 31 | 18 | 10 | 1  | 7  | 27 | 19 | +8  |
| 3.  | Atlético Nacional      | 30 | 18 | 9  | 3  | 6  | 20 | 19 | +1  |
| 4.  | América de Cali        | 29 | 18 | 8  | 5  | 5  | 25 | 17 | +8  |
| 5.  | Independiente Medellín | 29 | 18 | 9  | 2  | 7  | 24 | 19 | +5  |
| 6.  | Deportivo Pereira      | 29 | 18 | 8  | 5  | 5  | 23 | 20 | +3  |
| 7.  | La Equidad             | 29 | 18 | 8  | 3  | 3  | 18 | 16 | +2  |
| 8.  | Deportivo Cali         | 28 | 18 | 9  | 1  | 8  | 30 | 21 | +9  |
| 9.  | Millonarios            | 28 | 18 | 8  | 4  | 6  | 26 | 18 | +8  |
| 10. | Once Caldas            | 27 | 18 | 7  | 6  | 5  | 20 | 20 | 0   |
| 11. | Santa Fe               | 26 | 18 | 7  | 5  | 6  | 18 | 15 | +3  |
| 12. | Envigado               | 21 | 18 | 5  | 6  | 7  | 19 | 19 | 0   |
| 13. | Quindío                | 21 | 18 | 5  | 6  | 7  | 16 | 22 | -6  |
| 14. | Boyacá Chicó           | 20 | 18 | 6  | 2  | 10 | 17 | 24 | -7  |
| 15. | Atlético Bucaramanga   | 20 | 18 | 4  | 8  | 6  | 13 | 23 | -10 |
| 16. | Deportivo Pasto        | 15 | 18 | 3  | 7  | 8  | 9  | 17 | -8  |
| 17. | Atlético Huila         | 15 | 18 | 3  | 6  | 9  | 17 | 26 | -9  |
| 18. | Cúcuta Deportivo       | 15 | 18 | 4  | 3  | 11 | 9  | 22 | -13 |

 Pt=Punti; PG=Partite giocate; PV=Partite vinte; PN=Partite pareggiate (nulle); PP=Partite perse; GF=Gol fatti; GS=Gol subiti; DIF=Differenza reti
|  | Classificato per i quadrangolari di semifinale |
|  | Eliminato.                                     |

#### Risultati
| Giornata 1 - 19 / 20 luglio 2008 | Giornata 1 - 19 / 20 luglio 2008 | Giornata 1 - 19 / 20 luglio 2008 | Giornata 1 - 19 / 20 luglio 2008 |
| Giornata                         | Squadra di casa                  | Risultato                        | Squadra ospite                   |
| -------------------------------- | -------------------------------- | -------------------------------- | -------------------------------- |
| 19 luglio                        | Envigado                         | 1 - 1                            | Pereira                          |
| 19 luglio                        | Huila                            | 2 - 1                            | América de Cali                  |
| 19 luglio                        | Medellín                         | 0 - 1                            | Millonarios                      |
| 19 luglio                        | Santa Fe                         | 5 - 0                            | Atlético Nacional                |
| 19 luglio                        | Bucaramanga                      | 1 - 0                            | Cúcuta                           |
| 20 luglio                        | La Equidad                       | 1 - 1                            | Quindío                          |
| 20 luglio                        | Boyacá Chicó                     | 1 - 0                            | Pasto                            |
| 20 luglio                        | Deportivo Cali                   | 1 - 2                            | Tolima                           |
| 20 luglio                        | Once Caldas                      | 2 - 1                            | Junior                           |

| Giornata 2 - 25 / 27 luglio 2008 | Giornata 2 - 25 / 27 luglio 2008 | Giornata 2 - 25 / 27 luglio 2008 | Giornata 2 - 25 / 27 luglio 2008 |
| Giornata                         | Squadra di casa                  | Risultato                        | Squadra ospite                   |
| -------------------------------- | -------------------------------- | -------------------------------- | -------------------------------- |
| 25 luglio                        | Quindío                          | 2 - 1                            | Boyacá Chicó                     |
| 26 luglio                        | Millonarios                      | 2 - 3                            | Deportivo Cali                   |
| 26 luglio                        | Pereira                          | 3 - 1                            | Medellín                         |
| 27 luglio                        | Atlético Nacional                | 2 - 0                            | Once Caldas                      |
| 27 luglio                        | Cúcuta                           | 2 - 2                            | Envigado                         |
| 27 luglio                        | Pasto                            | 1 - 0                            | Huila                            |
| 27 luglio                        | Junior                           | 2- 0                             | Bucaramanga                      |
| 27 luglio                        | Tolima                           | 1 - 0                            | La Equidad                       |
| 27 luglio                        | América de Cali                  | 2 - 0                            | Santa Fe                         |

| Giornata 3 - 2 / 3 agosto 2008 | Giornata 3 - 2 / 3 agosto 2008 | Giornata 3 - 2 / 3 agosto 2008 | Giornata 3 - 2 / 3 agosto 2008 |
| Giornata                       | Squadra di casa                | Marcador                       | Squadra ospite                 |
| ------------------------------ | ------------------------------ | ------------------------------ | ------------------------------ |
| 2 agosto                       | Quindío                        | 0 - 0                          | Tolima                         |
| 2 agosto                       | Huila                          | 1 - 1                          | Boyacá Chicó                   |
| 2 agosto                       | Deportivo Cali                 | 5 - 0                          | Pereira                        |
| 3 agosto                       | La Equidad                     | 2 - 3                          | Millonarios                    |
| 3 agosto                       | Medellín                       | 1 - 0                          | Cúcuta                         |
| 3 agosto                       | Envigado                       | 1 - 0                          | Junior                         |
| 3 agosto                       | Bucaramanga                    | 1 - 1                          | Atlético Nacional              |
| 3 agosto                       | Santa Fe                       | 0 - 0                          | Pasto                          |
| 3 agosto                       | Once Caldas                    | 2 - 0                          | América de Cali                |

| Giornata 4 - 9 / 10 agosto 2008 | Giornata 4 - 9 / 10 agosto 2008 | Giornata 4 - 9 / 10 agosto 2008 | Giornata 4 - 9 / 10 agosto 2008 |
| Giornata                        | Squadra di casa                 | Marcador                        | Squadra ospite                  |
| ------------------------------- | ------------------------------- | ------------------------------- | ------------------------------- |
| 9 agosto                        | Pasto                           | 0 - 0                           | Once Caldas                     |
| 9 agosto                        | Huila                           | 2 - 2                           | Quindío                         |
| 9 agosto                        | Millonarios                     | 3 - 1                           | Tolima                          |
| 10 agosto                       | América de Cali                 | 1 - 1                           | Bucaramanga                     |
| 10 agosto                       | Atlético Nacional               | 1 - 2                           | Envigado                        |
| 10 agosto                       | Junior                          | 2 - 1                           | Medellín                        |
| 10 agosto                       | Cúcuta                          | 2 - 1                           | Deportivo Cali                  |
| 10 agosto                       | Pereira                         | 1 - 1                           | La Equidad                      |
| 10 agosto                       | Boyacá Chicó                    | 1 - 2                           | Santa Fe                        |

| Giornata 5 - 16 / 17 agosto 2008 | Giornata 5 - 16 / 17 agosto 2008 | Giornata 5 - 16 / 17 agosto 2008 | Giornata 5 - 16 / 17 agosto 2008 |
| Giornata                         | Squadra di casa                  | Marcador                         | Squadra ospite                   |
| -------------------------------- | -------------------------------- | -------------------------------- | -------------------------------- |
| 16 agosto                        | Once Caldas                      | 1 - 0                            | Boyacá Chicó                     |
| 16 agosto                        | Quindío                          | 1 - 2                            | Millonarios                      |
| 16 agosto                        | Medellín                         | 0 - 1                            | Atlético Nacional                |
| 17 agosto                        | Deportivo Cali                   | 1 - 2                            | Junior                           |
| 17 agosto                        | Tolima                           | 1 - 0                            | Pereira                          |
| 17 agosto                        | La Equidad                       | 2 - 0                            | Cúcuta                           |
| 17 agosto                        | Bucaramanga                      | 1 - 0                            | Pasto                            |
| 17 agosto                        | Envigado                         | 0 - 0                            | América de Cali                  |
| 17 agosto                        | Santa Fe                         | 1 - 0                            | Atlético Huiia                   |

| Giornata 6 - 22 / 24 agosto 2008 | Giornata 6 - 22 / 24 agosto 2008 | Giornata 6 - 22 / 24 agosto 2008 | Giornata 6 - 22 / 24 agosto 2008 |
| Giornata                         | Squadra di casa                  | Marcador                         | Squadra ospite                   |
| -------------------------------- | -------------------------------- | -------------------------------- | -------------------------------- |
| 22 agosto                        | América de Cali                  | 1 - 0                            | Medellín                         |
| 23 agosto                        | Atlético Nacional                | 1 - 1                            | Deportivo Cali                   |
| 23 agosto                        | Boyacá Chicó                     | 1 - 2                            | Bucaramanga                      |
| 24 agosto                        | Huila                            | 3 - 3                            | Once Caldas                      |
| 24 agosto                        | Santa Fe                         | 3 - 2                            | Quindío                          |
| 24 agosto                        | Pasto                            | 1 - 1                            | Envigado                         |
| 24 agosto                        | Junior                           | 4 - 0                            | La Equidad                       |
| 24 agosto                        | Cúcuta                           | 1 - 2                            | Tolima                           |
| 24 agosto                        | Pereira                          | 3 - 2                            | Millonarios                      |

| Giornata 7 - 30 / 31 agosto 2008 | Giornata 7 - 30 / 31 agosto 2008 | Giornata 7 - 30 / 31 agosto 2008 | Giornata 7 - 30 / 31 agosto 2008 |
| Giornata                         | Squadra di casa                  | Marcador                         | Squadra ospite                   |
| -------------------------------- | -------------------------------- | -------------------------------- | -------------------------------- |
| 30 agosto                        | La Equidad                       | 1 - 0                            | Atlético Nacional                |
| 30 agosto                        | Deportivo Cali                   | 2 - 0                            | América de Cali                  |
| 30 agosto                        | Millonarios                      | 3 - 0                            | Cúcuta                           |
| 31 agosto                        | Once Caldas                      | 0 - 0                            | Santa Fe                         |
| 31 agosto                        | Medellín                         | 3 - 1                            | Pasto                            |
| 31 agosto                        | Bucaramanga                      | 1 - 1                            | Huila                            |
| 31 agosto                        | Envigado                         | 1 - 2                            | Boyacá Chicó                     |
| 31 agosto                        | Quindío                          | 2 - 0                            | Pereira                          |
| 31 agosto                        | Tolima                           | 2 - 1                            | Junior                           |

| Giornata 8 - 12 / 14 settembre 2008 | Giornata 8 - 12 / 14 settembre 2008 | Giornata 8 - 12 / 14 settembre 2008 | Giornata 8 - 12 / 14 settembre 2008 |
| Giornata                            | Squadra di casa                     | Marcador                            | Squadra ospite                      |
| ----------------------------------- | ----------------------------------- | ----------------------------------- | ----------------------------------- |
| 12 settembre                        | Pasto                               | 2 - 0                               | Deportivo Cali                      |
| 13 settembre                        | Junior                              | 1 - 0                               | Millonarios                         |
| 13 settembre                        | América de Cali                     | 1 - 1                               | La Equidad                          |
| 14 settembre                        | Atlético Nacional                   | 2 - 1                               | Tolima                              |
| 14 settembre                        | Once Caldas                         | 1 - 1                               | Quindío                             |
| 14 settembre                        | Huila                               | 1 - 0                               | Envigado                            |
| 14 settembre                        | Cúcuta                              | 0 - 2                               | Pereira                             |
| 14 settembre                        | Santa Fe                            | 0 - 0                               | Bucaramanga                         |
| 14 settembre                        | Boyacá Chicó                        | 1 - 1                               | Medellín                            |

| Giornata 9 - 19 / 21 settembre 2008 | Giornata 9 - 19 / 21 settembre 2008 | Giornata 9 - 19 / 21 settembre 2008 | Giornata 9 - 19 / 21 settembre 2008 |
| Giornata                            | Squadra di casa                     | Marcador                            | Squadra ospite                      |
| ----------------------------------- | ----------------------------------- | ----------------------------------- | ----------------------------------- |
| 19 settembre                        | Tolima                              | 3 - 1                               | Huila                               |
| 20 settembre                        | Millonarios                         | 0 - 1                               | Santa Fe                            |
| 20 settembre                        | América de Cali                     | 4 - 1                               | Deportivo Cali                      |
| 21 settembre                        | Atlético Nacional                   | 1 - 2                               | Medellín                            |
| 21 settembre                        | Boyacá Chicó                        | 1 - 0                               | Quindío                             |
| 21 settembre                        | Cúcuta                              | 0 - 0                               | Bucaramanga                         |
| 21 settembre                        | Junior                              | 1 - 0                               | Envigado                            |
| 21 settembre                        | Pasto                               | 0 - 0                               | La Equidad                          |
| 21 settembre                        | Pereira                             | 1 - 1                               | Once Caldas                         |

| Giornata 10 - 24 / 25 settembre 2008 | Giornata 10 - 24 / 25 settembre 2008 | Giornata 10 - 24 / 25 settembre 2008 | Giornata 10 - 24 / 25 settembre 2008 |
| Giornata                             | Squadra di casa                      | Marcador                             | Squadra ospite                       |
| ------------------------------------ | ------------------------------------ | ------------------------------------ | ------------------------------------ |
| 24 settembre                         | La Equidad                           | 0 - 1                                | Pasto                                |
| 24 settembre                         | Pereira                              | 2 - 1                                | Junior                               |
| 24 settembre                         | Medellín                             | 1 - 0                                | Huila                                |
| 24 settembre                         | Envigado                             | 0 - 0                                | Santa Fe                             |
| 24 settembre                         | Bucaramanga                          | 3 - 1                                | Once Caldas                          |
| 24 settembre                         | Quindío                              | 0 - 0                                | Cúcuta                               |
| 24 settembre                         | Tolima                               | 0 - 0                                | América de Cali                      |
| 24 settembre                         | Millonarios                          | 0 - 0                                | Atlético Nacional                    |
| 25 settembre                         | Deportivo Cali                       | 4 - 0                                | Boyacá Chicó                         |

| Giornata 11 - 27 / 28 settembre 2008 | Giornata 11 - 27 / 28 settembre 2008 | Giornata 11 - 27 / 28 settembre 2008 | Giornata 11 - 27 / 28 settembre 2008 |
| Giornata                             | Squadra di casa                      | Marcador                             | Squadra ospite                       |
| ------------------------------------ | ------------------------------------ | ------------------------------------ | ------------------------------------ |
| 27 settembre                         | Santa Fe                             | 1 - 0                                | Medellín                             |
| 27 settembre                         | Junior                               | 0 - 1                                | Cúcuta                               |
| 28 settembre                         | Bucaramanga                          | 0 - 0                                | Quindío                              |
| 28 settembre                         | Atlético Nacional                    | 0 - 1                                | Pereira                              |
| 28 settembre                         | Once Caldas                          | 2 - 1                                | Envigado                             |
| 28 settembre                         | Pasto                                | 1 - 2                                | Tolima                               |
| 28 settembre                         | Boyacá Chicó                         | 0 - 1                                | La Equidad                           |
| 28 settembre                         | Huila                                | 0 - 1                                | Deportivo Cali                       |
| 28 settembre                         | América de Cali                      | 1 - 0                                | Millonarios                          |

| Giornata 12 - 5 ottobre 2008 | Giornata 12 - 5 ottobre 2008 | Giornata 12 - 5 ottobre 2008 | Giornata 12 - 5 ottobre 2008 |
| Giornata                     | Squadra di casa              | Marcador                     | Squadra ospite               |
| ---------------------------- | ---------------------------- | ---------------------------- | ---------------------------- |
| 5 ottobre                    | Quindío                      | 2 - 1                        | Junior                       |
| 5 ottobre                    | Cúcuta                       | 0 - 1                        | Atlético Nacional            |
| 5 ottobre                    | Pereira                      | 2 - 1                        | América de Cali              |
| 5 ottobre                    | Millonarios                  | 4 - 0                        | Pasto                        |
| 5 ottobre                    | Tolima                       | 1 - 0                        | Boyacá Chicó                 |
| 5 ottobre                    | La Equidad                   | 2 - 2                        | Huila                        |
| 5 ottobre                    | Deportivo Cali               | 1 - 0                        | Santa Fe                     |
| 5 ottobre                    | Medellín                     | 3 - 2                        | Once Caldas                  |
| 5 ottobre                    | Envigado                     | 4 - 1                        | Bucaramanga                  |

| Giornata 13 - 17 / 19 ottobre 2008 | Giornata 13 - 17 / 19 ottobre 2008 | Giornata 13 - 17 / 19 ottobre 2008 | Giornata 13 - 17 / 19 ottobre 2008 |
| Giornata                           | Squadra di casa                    | Risultato                          | Squadra ospite                     |
| ---------------------------------- | ---------------------------------- | ---------------------------------- | ---------------------------------- |
| 17 ottobre                         | Bucaramanga                        | 1 - 4                              | Medellín                           |
| 18 ottobre                         | Once Caldas                        | 1 - 4                              | Deportivo Cali                     |
| 18 ottobre                         | Santa Fe                           | 0 - 1                              | La Equidad                         |
| 19 ottobre                         | Envigado                           | 1 - 2                              | Quindío                            |
| 19 ottobre                         | Huila                              | 3 - 2                              | Tolima                             |
| 19 ottobre                         | Pasto                              | 0 - 0                              | Pereira                            |
| 19 ottobre                         | Atlético Nacional                  | 2 - 1                              | Junior                             |
| 19 ottobre                         | América de Cali                    | 1 - 0                              | Cúcuta                             |
| 19 ottobre                         | Boyacá Chicó                       | 2 - 1                              | Millonarios                        |

| Giornata 14 - 22 / 23 ottobre 2008 | Giornata 14 - 22 / 23 ottobre 2008 | Giornata 14 - 22 / 23 ottobre 2008 | Giornata 14 - 22 / 23 ottobre 2008 |
| Giornata                           | Squadra di casa                    | Risultato                          | Squadra ospite                     |
| ---------------------------------- | ---------------------------------- | ---------------------------------- | ---------------------------------- |
| 22 ottobre                         | Junior                             | 4 - 3                              | América de Cali                    |
| 22 ottobre                         | Millonarios                        | 1 - 0                              | Huila                              |
| 22 ottobre                         | Pereira                            | 1 - 2                              | Boyacá Chicó                       |
| 22 ottobre                         | Cúcuta                             | 1 - 0                              | Pasto                              |
| 22 ottobre                         | Tolima                             | 2 - 0                              | Santa Fe                           |
| 22 ottobre                         | La Equidad                         | 1 - 0                              | Once Caldas                        |
| 22 ottobre                         | Deportivo Cali                     | 3 - 0                              | Bucaramanga                        |
| 22 ottobre                         | Medellín                           | 1 - 1                              | Envigado                           |
| 23 ottobre                         | Atlético Nacional                  | 3 - 0                              | Quindío                            |

| Giornata 15 - 25 / 26 ottobre 2008 | Giornata 15 - 25 / 26 ottobre 2008 | Giornata 15 - 25 / 26 ottobre 2008 | Giornata 15 - 25 / 26 ottobre 2008 |
| Giornata                           | Squadra di casa                    | Risultato                          | Squadra ospite                     |
| ---------------------------------- | ---------------------------------- | ---------------------------------- | ---------------------------------- |
| 25 ottobre                         | Envigado                           | 2 - 0                              | Deportivo Cali                     |
| 25 ottobre                         | Santa Fe                           | 1 - 1                              | Millonarios                        |
| 26 ottobre                         | Medellín                           | 2 - 0                              | Quíndío                            |
| 26 ottobre                         | Bucaramanga                        | 0 - 1                              | La Equidad                         |
| 26 ottobre                         | Once Caldas                        | 2 - 0                              | Tolima                             |
| 26 ottobre                         | Boyacá Chicó                       | 2 - 0                              | Cúcuta                             |
| 26 ottobre                         | Pasto                              | 1 - 1                              | Junior                             |
| 26 ottobre                         | América de Cali                    | 3 - 0                              | Atlético Nacional                  |
| 26 ottobre                         | Huila                              | 1 - 1                              | Pereira                            |

| Giornata 14 - 31 ottobre / 2 novembre 2008 | Giornata 14 - 31 ottobre / 2 novembre 2008 | Giornata 14 - 31 ottobre / 2 novembre 2008 | Giornata 14 - 31 ottobre / 2 novembre 2008 |
| Giornata                                   | Squadra di casa                            | Risultato                                  | Squadra ospite                             |
| ------------------------------------------ | ------------------------------------------ | ------------------------------------------ | ------------------------------------------ |
| 31 ottobre                                 | Atlético Nacional                          | 2 - 1                                      | Pasto                                      |
| 1º novembre                                | Deportivo Cali                             | 0 - 2                                      | Medellín                                   |
| 1º novembre                                | Quindío                                    | 0 - 2                                      | América de Cali                            |
| 2 novembre                                 | Junior                                     | 1 - 0                                      | Boyacá Chicó                               |
| 2 novembre                                 | Tolima                                     | 0 - 0                                      | Bucaramanga                                |
| 2 novembre                                 | Cúcuta                                     | 2 - 0                                      | Huila                                      |
| 2 novembre                                 | Millonarios                                | 0 - 0                                      | Once Caldas                                |
| 2 novembre                                 | Pereira                                    | 2 - 0                                      | Santa Fe                                   |
| 3 novembre                                 | Equidad                                    | 2 - 0                                      | Envigado                                   |

| Giornata 17 - 8 / 9 novembre 2008 | Giornata 17 - 8 / 9 novembre 2008 | Giornata 17 - 8 / 9 novembre 2008 | Giornata 17 - 8 / 9 novembre 2008 |
| Giornata                          | Squadra di casa                   | Risultato                         | Squadra ospite                    |
| --------------------------------- | --------------------------------- | --------------------------------- | --------------------------------- |
| 8 novembre                        | Boyacá Chicó                      | 0 - 1                             | Atlético Nacional                 |
| 9 novembre                        | Santa Fe                          | 3 - 0                             | Cúcuta                            |
| 9 novembre                        | Medellín                          | 2 - 1                             | La Equidad                        |
| 9 novembre                        | Bucaramanga                       | 1 - 1                             | Millonarios                       |
| 9 novembre                        | Once Caldas                       | 1 - 0                             | Pereira                           |
| 9 novembre                        | Huila                             | 0 - 1                             | Junior                            |
| 9 novembre                        | Pasto                             | 0 - 0                             | América de Cali                   |
| 9 novembre                        | Envigado                          | 1 - 0                             | Tolima                            |
| 9 novembre                        | Deportivo Cali                    | 2 - 0                             | Quindío                           |

| Giornata 18 - 15 / 16 novembre 2008 | Giornata 18 - 15 / 16 novembre 2008 | Giornata 18 - 15 / 16 novembre 2008 | Giornata 18 - 15 / 16 novembre 2008 |
| Giornata                            | Squadra di casa                     | Risultato                           | Squadra ospite                      |
| ----------------------------------- | ----------------------------------- | ----------------------------------- | ----------------------------------- |
| 15 novembre                         | Tolima                              | 2 - 0                               | Medellín                            |
| 16 novembre                         | Atlético Nacional                   | 2 - 0                               | Huila                               |
| 16 novembre                         | Quindío                             | 1 - 0                               | Pasto                               |
| 16 novembre                         | América de Cali                     | 4 - 2                               | Boyacá Chicó                        |
| 16 novembre                         | Junior                              | 2 - 0                               | Santa Fe                            |
| 16 novembre                         | Cúcuta                              | 0 - 1                               | Once Caldas                         |
| 16 novembre                         | Millonarios                         | 2 - 1                               | Envigado                            |
| 16 novembre                         | Pereira                             | 3 - 0                               | Bucaramanga                         |
| 16 novembre                         | La Equidad                          | 1 - 0                               | Deportivo Cali                      |

### Quadrangolari di semifinale

#### Gruppo A
| R   | Pos | Squadra                | Pt | PG | PV | PN | PP | GF | GS | Dif |
| --- | --- | ---------------------- | -- | -- | -- | -- | -- | -- | -- | --- |
| (5) | 1.  | Independiente Medellín | 11 | 6  | 3  | 2  | 1  | 8  | 8  | 0   |
| (1) | 2.  | Deportes Tolima        | 10 | 6  | 3  | 1  | 2  | 11 | 9  | +2  |
| (7) | 3.  | La Equidad             | 7  | 6  | 2  | 1  | 3  | 10 | 8  | +2  |
| (3) | 4.  | Atlético Nacional      | 4  | 6  | 0  | 4  | 2  | 4  | 8  | -4  |

| Giornata 1 - 22 / 23 novembre 2008 | Giornata 1 - 22 / 23 novembre 2008 | Giornata 1 - 22 / 23 novembre 2008 | Giornata 1 - 22 / 23 novembre 2008 |
| Giornata                           | Squadra di casa                    | Risultato                          | Squadra ospite                     |
| ---------------------------------- | ---------------------------------- | ---------------------------------- | ---------------------------------- |
| 22 novembre                        | Medellín                           | 2 - 1                              | Tolima                             |
| 23 novembre                        | La Equidad                         | 0 - 0                              | Atlético Nacional                  |

| Giornata 2 - 27 novembre 2008 | Giornata 2 - 27 novembre 2008 | Giornata 2 - 27 novembre 2008 | Giornata 2 - 27 novembre 2008 |
| Giornata                      | Squadra di casa               | Risultato                     | Squadra ospite                |
| ----------------------------- | ----------------------------- | ----------------------------- | ----------------------------- |
| 27 novembre                   | Atlético Nacional             | 1 - 1                         | Medellín                      |
| 27 novembre                   | Tolima                        | 2 - 1                         | La Equidad                    |

| Giornata 3 - 30 novembre 2008 | Giornata 3 - 30 novembre 2008 | Giornata 3 - 30 novembre 2008 | Giornata 3 - 30 novembre 2008 |
| Giornata                      | Squadra di casa               | Risultato                     | Squadra ospite                |
| ----------------------------- | ----------------------------- | ----------------------------- | ----------------------------- |
| 30 novembre                   | La Equidad                    | 2 - 3                         | Medellín                      |
| 30 novembre                   | Atlético Nacional             | 1 - 1                         | Tolima                        |

| Giornata 4 - 7 dicembre 2008 | Giornata 4 - 7 dicembre 2008 | Giornata 4 - 7 dicembre 2008 | Giornata 4 - 7 dicembre 2008 |
| Giornata                     | Squadra di casa              | Risultato                    | Squadra ospite               |
| ---------------------------- | ---------------------------- | ---------------------------- | ---------------------------- |
| 7 dicembre                   | Tolima                       | 2 - 1                        | Atlético Nacional            |
| 7 dicembre                   | Medellín                     | 1 - 0                        | La Equidad                   |

| Giornata 5 - 10 dicembre 2008 | Giornata 5 - 10 dicembre 2008 | Giornata 5 - 10 dicembre 2008 | Giornata 5 - 10 dicembre 2008 |
| Giornata                      | Squadra di casa               | Risultato                     | Squadra ospite                |
| ----------------------------- | ----------------------------- | ----------------------------- | ----------------------------- |
| 10 dicembre                   | Medellín                      | 0 - 0                         | Atlético Nacional             |
| 10 dicembre                   | La Equidad                    | 3 - 1                         | Tolima                        |

| Giornata 6 - 14 dicembre 2008 | Giornata 6 - 14 dicembre 2008 | Giornata 6 - 14 dicembre 2008 | Giornata 6 - 14 dicembre 2008 |
| Giornata                      | Squadra di casa               | Risultato                     | Squadra ospite                |
| ----------------------------- | ----------------------------- | ----------------------------- | ----------------------------- |
| 14 dicembre                   | Tolima                        | 4 - 1                         | Medellín                      |
| 14 dicembre                   | Atlético Nacional             | 1 - 4                         | La Equidad                    |

#### Gruppo B
| R   | Pos | Squadra           | Pt | PG | PV | PN | PP | GF | GS | Dif |
| --- | --- | ----------------- | -- | -- | -- | -- | -- | -- | -- | --- |
| (4) | 1.  | América de Cali   | 11 | 6  | 3  | 2  | 1  | 10 | 6  | +4  |
| (6) | 2.  | Deportivo Pereira | 9  | 6  | 3  | 0  | 3  | 9  | 13 | -4  |
| (2) | 3.  | Junior            | 7  | 6  | 2  | 1  | 3  | 9  | 8  | +1  |
| (8) | 4.  | Deportivo Cali    | 7  | 6  | 2  | 1  | 3  | 8  | 9  | -1  |

| Giornata 1 - 22 / 23 novembre 2008 | Giornata 1 - 22 / 23 novembre 2008 | Giornata 1 - 22 / 23 novembre 2008 | Giornata 1 - 22 / 23 novembre 2008 |
| Giornata                           | Squadra di casa                    | Risultato                          | Squadra ospite                     |
| ---------------------------------- | ---------------------------------- | ---------------------------------- | ---------------------------------- |
| 22 novembre                        | Junior                             | 2 - 0                              | Deportivo Cali                     |
| 23 novembre                        | América de Cali                    | 3 - 0                              | Pereira                            |

| Giornata 2 - 26 novembre 2008 | Giornata 2 - 26 novembre 2008 | Giornata 2 - 26 novembre 2008 | Giornata 2 - 26 novembre 2008 |
| Giornata                      | Squadra di casa               | Risultato                     | Squadra ospite                |
| ----------------------------- | ----------------------------- | ----------------------------- | ----------------------------- |
| 26 novembre                   | Deportivo Cali                | 2 - 2                         | América de Cali               |
| 26 novembre                   | Pereira                       | 3 - 2                         | Junior                        |

| Giornata 3 - 29 novembre 2008 | Giornata 3 - 29 novembre 2008 | Giornata 3 - 29 novembre 2008 | Giornata 3 - 29 novembre 2008 |
| Giornata                      | Squadra di casa               | Risultato                     | Squadra ospite                |
| ----------------------------- | ----------------------------- | ----------------------------- | ----------------------------- |
| 29 novembre                   | Deportivo Cali                | 3 - 0                         | Pereira                       |
| 29 novembre                   | Junior                        | 1 - 1                         | América de Cali               |

| Giornata 4 - 7 dicembre 2008 | Giornata 4 - 7 dicembre 2008 | Giornata 4 - 7 dicembre 2008 | Giornata 4 - 7 dicembre 2008 |
| Giornata                     | Squadra di casa              | Risultato                    | Squadra ospite               |
| ---------------------------- | ---------------------------- | ---------------------------- | ---------------------------- |
| 7 dicembre                   | Pereira                      | 3 - 1                        | Deportivo Cali               |
| 7 dicembre                   | América de Cali              | 2 - 0                        | Junior                       |

| Giornata 5 - 10 dicembre 2008 | Giornata 5 - 10 dicembre 2008 | Giornata 5 - 10 dicembre 2008 | Giornata 5 - 10 dicembre 2008 |
| Giornata                      | Squadra di casa               | Risultato                     | Squadra ospite                |
| ----------------------------- | ----------------------------- | ----------------------------- | ----------------------------- |
| 10 dicembre                   | Junior                        | 3 - 0                         | Pereira                       |
| 10 dicembre                   | América de Cali               | 1 - 0                         | Deportivo Cali                |

| Giornata 6 - 14 dicembre 2008 | Giornata 6 - 14 dicembre 2008 | Giornata 6 - 14 dicembre 2008 | Giornata 6 - 14 dicembre 2008 |
| Giornata                      | Squadra di casa               | Risultato                     | Squadra ospite                |
| ----------------------------- | ----------------------------- | ----------------------------- | ----------------------------- |
| 14 dicembre                   | Deportivo Cali                | 2 - 1                         | Junior                        |
| 14 dicembre                   | Pereira                       | 3 - 1                         | América de Cali               |

### Finale
| Giornata                                                   | Città            | Squadra di casa        | Risultato | Squadra ospite         |
| ---------------------------------------------------------- | ---------------- | ---------------------- | --------- | ---------------------- |
| 17 dicembre                                                | Medellín         | Independiente Medellín | 0 - 1     | América de Cali        |
| 21 dicembre                                                | Santiago de Cali | América de Cali        | 3 - 1     | Independiente Medellín |
| América de Cali campione col risultato complessivo di 4-1. |                  |                        |           |                        |

| Colombia (bandiera)                         |
| Campione América de Cali Tredicesimo titolo |

### Classifica marcatori
| Giocatore              | Squadra                | Gol |
| ---------------------- | ---------------------- | --- |
| Freddy Montero         | Deportivo Cali         | 16  |
| Carlos Darwin Quintero | Deportivo Pereira      | 13  |
| Adrián Ramos           | América de Cali        | 12  |
| Teófilo Gutiérrez      | Atlético Junior        | 11  |
| Milton Rodríguez       | Millonarios            | 11  |
| Jackson Martínez       | Independiente Medellín | 10  |

## Verdetti finali
Oltre ai Campioni del Torneo Apertura e del Torneo Finalización, viene ammessa alla Coppa Libertadores 2009 la squadra che ha conquistato il maggior numero di punti sommando i due tornei. La squadra con il secondo miglior risultato complessivo viene ammessa alla Coppa Sudamericana 2009 in aggiunta ai vincitori della Coppa Colombia 2008.
| Pos | Squadra                | Pt | PG | PV | PN | PP | GF | GS | Dif |
| --- | ---------------------- | -- | -- | -- | -- | -- | -- | -- | --- |
| 1.  | América de Cali        | 87 | 52 | 25 | 12 | 15 | 86 | 58 | +28 |
| 2.  | Independiente Medellín | 78 | 50 | 22 | 12 | 16 | 69 | 48 | +22 |
| 3.  | La Equidad             | 76 | 48 | 21 | 13 | 14 | 57 | 45 | +12 |
| 4.  | Deportivo Cali         | 64 | 48 | 19 | 10 | 19 | 63 | 64 | -1  |
| 5.  | Independiente Santa Fe | 64 | 42 | 18 | 10 | 14 | 49 | 41 | +8  |
| 6.  | Boyacá Chicó           | 64 | 44 | 17 | 13 | 14 | 58 | 52 | +6  |
| 7.  | Junior                 | 62 | 42 | 19 | 5  | 18 | 57 | 50 | +7  |
| 8.  | Deportes Tolima        | 58 | 42 | 17 | 7  | 18 | 54 | 60 | -6  |
| 9.  | Envigado FC            | 57 | 42 | 15 | 12 | 15 | 47 | 48 | -1  |
| 10. | Deportivo Pereira      | 54 | 42 | 16 | 9  | 17 | 53 | 66 | -13 |
| 11. | Atlético Nacional      | 56 | 42 | 16 | 8  | 18 | 40 | 46 | -6  |
| 12. | Millonarios            | 52 | 36 | 14 | 10 | 12 | 49 | 41 | +8  |
| 13. | Deportes Quindío       | 52 | 42 | 12 | 16 | 14 | 46 | 50 | -4  |
| 14. | Once Caldas            | 46 | 36 | 12 | 10 | 14 | 40 | 48 | -8  |
| 15. | Atlético Bucaramanga   | 45 | 36 | 12 | 9  | 15 | 33 | 47 | -14 |
| 16. | Cúcuta Deportivo       | 40 | 36 | 11 | 7  | 18 | 29 | 39 | -10 |
| 17. | Atlético Huila         | 38 | 36 | 8  | 14 | 14 | 42 | 51 | -9  |
| 18. | Deportivo Pasto        | 35 | 36 | 8  | 11 | 17 | 24 | 41 | -17 |

|  | Qualificata alla Coppa Sudamericana 2009. |
|  | Qualificata alla Coppa Libertadores 2009. |

### Tabella retrocessione
La squadra con la peggiore media punti calcolata sulla base dei tornei 2006-I, 2006-II, 2007-I, 2007-II, 2008-I, and 2008-II, viene retrocessa in Seconda Divisione. La squadra con il secondo peggior punteggio deve affrontare la squadra che ha perso la finale della Seconda Divisione in uno spareggio con gare di andata e ritorno.
| Pos | Squadra                | Pt  | PG  | GF  | GS  | Dif | Media |
| --- | ---------------------- | --- | --- | --- | --- | --- | ----- |
| 1.  | Atlético Nacional      | 183 | 108 | 143 | 104 | +39 | 1.694 |
| 2.  | Cúcuta Deportivo       | 173 | 108 | 138 | 107 | +31 | 1.602 |
| 3.  | Deportes Tolima        | 167 | 108 | 162 | 134 | +28 | 1.546 |
| 4.  | Boyacá Chicó           | 161 | 108 | 128 | 114 | +14 | 1.491 |
| 5.  | Deportivo Cali         | 160 | 108 | 143 | 120 | +23 | 1.481 |
| 6.  | Independiente Medellín | 158 | 108 | 149 | 139 | +10 | 1.463 |
| 7.  | Millonarios            | 157 | 108 | 143 | 128 | +15 | 1.454 |
| 8.  | Once Caldas            | 149 | 108 | 141 | 141 | 0   | 1.349 |
| 9.  | América de Cali        | 148 | 108 | 147 | 153 | -6  | 1.370 |
| 10. | Deportivo Pasto        | 145 | 108 | 122 | 114 | +8  | 1.343 |
| 11. | Deportes Quindío       | 144 | 108 | 126 | 135 | -9  | 1.333 |
| 12. | La Equidad             | 143 | 108 | 122 | 122 | 0   | 1.324 |
| 13. | Independiente Santa Fe | 143 | 108 | 140 | 146 | -6  | 1.324 |
| 14. | Atlético Huila         | 134 | 108 | 125 | 151 | -26 | 1.241 |
| 16. | Atletico Junior        | 133 | 108 | 128 | 154 | -26 | 1.231 |
| 16. | Deportivo Pereira      | 131 | 108 | 116 | 138 | -22 | 1.213 |
| 17. | Envigado FC            | 128 | 108 | 118 | 132 | -14 | 1.185 |
| 18. | Atlético Bucaramanga   | 126 | 108 | 115 | 151 | -36 | 1.167 |

|  | Spareggio promozione |
|  | Retrocessa           |

| Divisione     | Squadra retrocessa   | Squadra Promossa |
| ------------- | -------------------- | ---------------- |
| FPC Primera B | Atlético Bucaramanga | Real Cartagena   |